# Werner Branz
Werner Branz (Lustenau, 29 aprile 1955) è un fotografo austriaco che si occupa di fotografia artistica.
Dopo aver conseguito un Master Degree ha iniziato a lavorare in Europa, negli Stati Uniti, in Asia e in Medio Oriente e per Yves Saint Laurent. Sono seguite numerose mostre nel territorio nazionale e all'estero: New York, Abu Dabi, Dubai, Singapore, Sidney, Vienna e Arles. Una delle sue opere si trova nella Raccolta Ludwig ed è in prestito al Museo di Stato Russo.
Branz è stato premiato con il Colorart Gold Master, ha ricevuto ben tre volte il Kodak Gold Award, ha vinto nel 1998 gli Hasselblad Open, ha vinto per tre volte gli Spider Award "fotografo dell'anno" e la Mastercup di Los Angeles come  "fotografo dell'anno" nel 2008. 
Oggi Branz vive e lavora in Austria a Dornbirn e in Spagna, ad Ibiza.

## Biografia

### Formazione
Branz apprende l´arte della fotografia nello studio fotografico del padre che era uno stimato fotografo di paesaggi. Dopo l'esame di mastro artigiano nel 1978, si reca a Bad Ischl dal rinomato fotografo ritrattista Hugo Hofer, che vedendo le opere di Branz, se ne interessa subito. Da questo punto in poi il suo percorso lo conduce a Los Angeles dove lavora da Monte Zucker.

### Fotografia
Dopo il ritorno in patria apre uno studio fotografico dove alterna lavori commerciali come ritratti di adulti e bambini, fotografie per comunioni, battesimi e matrimoni a opere artistiche. Presto però riparte e va in giro per il mondo a fare nuove esperienze. Ciò suscita in lui la capacità di trasferire le sue esperienze e saggezza di vita nelle sue opere. Impara sperimentando e trova il suo iinconfondibile stile, ispirato dalla ricerca irrefrenabile dell'estetica. Questo fa di lui un artista speciale. Lavora negli Stati Uniti, Europa, Medio Oriente, Asia e in Australia.

### Artista libero professionista
Nel suo lavoro Branz è molto versatile, dal nudo ai paesaggi, dalla natura morta all'architettura. Nella sua testa appare dapprima un'idea, un'immagine e le sue fotografie sono pronte ancora prima di azionare lo scatto. La scuola di fotografia lo avvantaggia anche nel mondo digitale. La conoscenza delle tecniche di illuminazione e di stampa fotografica, dona alle sue foto un qualcosa di speciale, una profondità speciale.
Negli anni ´90 lo si può incontrare regolarmente ad Arles, in Francia, dove espone le sue opere nel Café Van Gogh al fianco di Peter Lindbergh, Helmut Newton e Richard Avedon.  Ad Arles tiene anche seminari degni di nota.
Werner Branz produce e provoca. I suoi lavori sono gli ambasciatori del suo mondo: Colonia, Dubai, Abu Dabi, Arles, Vienna, Singapore, Ibiza, Parigi, Las Vegas, Norvegia, New York, Miami, Sydney, San Francisco, ma anche nella sua patria a Rankweil, Bregenz, Feldkoch, Lindau e Vaduz. 
Da tempo possiamo ammirare le sue opere anche nel Museo di Stato Russo di San Pietroburgo, nel museo di arte contemporanea di Sidney e nel Museum Angerlehner. Dalla metà fino alla fine degli anni ´90 Franz tiene corsi "Masterclass" per i suoi colleghi in Norvegia, Danimarca, Germania, USA e Francia.

### Moda e Design
I suoi lavori sono stati pubblicati sulle riviste Vogue Parigi, Rolling Stone e Photographie e altre ancora. Ha effettuato campagne fotografiche per Yves Saint Laurent, Gianni Versace, Dolce & Gabbana, Miss Sixty, DKNY e molte altre. 
Lenny Kravitz, Sting, Elton John, Rod Steward, Pino Sagliocco, Sheikh Faisal bin Khalid Al Quasimi si sono lasciati ritrarre da Branz.

## Tecniche
Branz usa, per il nudo, principalmente la stampa all'olio bromico, che conferisce un'impronta velata. Nei suoi precedenti lavori fotografa su Polaroid in grandi formati e li converte con Positiv e negativ transfer. Il gioco con procedure originali lo entusiasma e sino ad oggi ed è rimasto parte del suo lavoro. Ama la variabilità, il dualismo e la divergenza: questa è la raffinatezza nei suoi ritratti, fiori e paesaggi, nudi, stampati su tela, carta fotografica e carta fatta a mano.

## Premi e Riconoscimenti
- International color awards - 10º premio Category Nude: 2nd Place, Merit of Excellence, Beverley Hills 2017[4]
- International color awards - 10º premio Category Portrait: 3º Place, Honor of Distinction, Beverley Hills 2017[5]
- International color awards - 7º premio Category Nude: 2nd Place, Merit of Excellence, Beverley Hills 2014[6]
- International color awards - 7º premio Category Nature: Honorable Mention, Beverley Hills 2014[7]
- International color awards - 7º premio Category Fashion: Honorable Mention (2x), Beverley Hills 2014[8]
- The spider awards - 6º gallery: Category Portrait: 1st Place, Outstanding Achievement, Beverley Hills 2011[9]
- International color awards - 4º premio Category Nude: Honorable Mention, Beverley Hills 2011[10]
- International color awards - 3º premio Photographer of the year:  1st Place, Outstanding Achievement, Beverley Hills 2010[11]
- International color awards - 3º premio Category Nude:  1st Place, Outstanding Achievement, Beverley Hills 2010[12]
- International color awards - 3º premio Category Nude:  3º Place, Honor of Distinction, Beverley Hills 2010[13]
- International color premio Category Nude: 1st Place, Outstanding Achievement, Beverley Hills 2010[14]
- The spider awards - 5º gallery: Photographer of the year: 2nd Place, Merit of Excellence, Beverley Hills 2010[15]
- The spider awards - 5º gallery: Category Nature: 1st Place, Outstanding Achievement, Beverley Hills 2010[16]
- The spider awards - 4º gallery: Category still life: Honorable Mention, Beverley Hills 2009[17]
- Kodak Gold Award, Los Angeles, 2009
- Kodak Gold Award, Los Angeles, 2006
- Kodak Gold Award, Los Angeles, 2005
- European Colorart Gold Master, 2004
- Hasselblad Open, Hasselblad FORUM, Göteborg, 1998

## Mostre

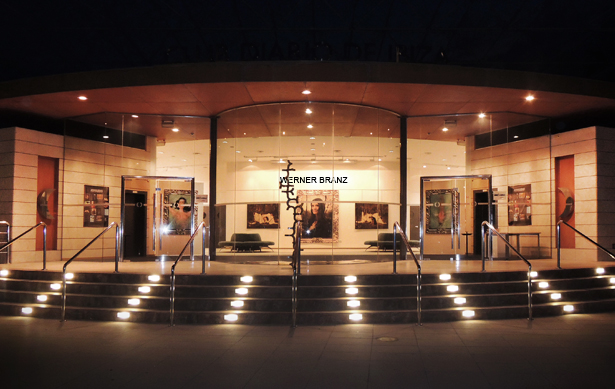
Mostra al Club Diario di Ibiza, nel 2013

- 2017: artSalzburg, Austria; SCOPE Basel, Svizzera; Würth Museum, Rorschach, Svizzera; P/Art Gallery, Ibiza, Spagna;
- 2014: Visions of the Ludwig Collection, Gruppenausstellung, Sao Paulo, Rio de Janeiro, Belo Horizonte, Brasile;
- 2013: B12 Gallery, Ibiza, Spagna; Club Diario de Ibiza, Spagna; Postgaragen, München, Germania; art Karlsruhe, Karlsruhe, Germania
- 2012: art Karlsruhe, Karlsruhe, Germania; Sybille Mang Gallery, Lindau, Germania; HORIZONTE fotofestival, Zingst, Germania
- 2011: Sybille Mang Gallery, Lindau, Germania
- 2009: SES SALINAS, Ibiza, Spagna
- 2003: J. Javits Center, New York, USA
- 2002: Cultural Foundation, Abu Dhabi, U.A.E.
- 2001: Rencontres d'Arles Café Van Gogh, Arles, Francia; Erotica Vienna, Austria;
- 2000: Rencontres d'Arles, Arles, Francia
- 1999: Rencontres d'Arles, Arles, Francia
- 1997: Rencontres d'Arles, Arles, Francia
- 1996: Lillehammer, Norvegia; Can Blau, Ibiza, Spagna; Rencontres d'Arles, Arles, Francia
- 1995: Rencontres d'Arles, Arles, Francia; Gallery Es Moli, Ibiza, Spagna
- 1994: Moulin Rouge Parigi, Francia;
- 1993: World Trade Center, Sharjah, U.A.E.
- 1991: Sharjah, Dubai, U.A.E.; Arles, Francia
- 1990: Photokina, Colonia, Germania
- 1989: Sharjah, Dubai, U.A.E.
- 1988: Photokina, Colonia, Germania
- 1987: Dubai, U.A.E.
- 1985: Photokina, Colonia, Germania; Sharjah, U.A.E.; community-exhibition of CAP-Europa, Paris;
- 1984: Photokina, Colonia, Germania

## Pubblicazioni
Werner Branz, Obsession, 1ª ed., 2007, ISBN 978-3-200-00860-1. URL consultato il 10 febbraio 2018.

### Libri
- (DE) H. J. Hoffman, Verknüpfungen: Chaos und Ordnung inspirieren künstlerische Fotografie und Literatur, Birkhauser, 8 luglio 1993, ISBN 978-3034856478.
- (FR) Werner Sobotka e Horst Stasny, Zeit-zeugen: Fotografie in Österreich seit (1945) (JPG), Edition Lammerhuber, 14 dicembre 2011,  pp. 248-251, ISBN 978-3901753497. URL consultato il 30 marzo 2022 (archiviato dall'url originale il 18 febbraio 2018).

### Riviste
- (EN) International Color Awards Journal: Collection No.7, Beverly Hills, 2017,  p. 22.
- (EN) International Color Awards Journal: Collection No.3, Beverly Hills, 2014,  pp. 140, 189, 196, 201, 329.
- (DE) Andreas Barylli, Der photograph: Verlag für photographische Literatur (PDF), Vienna, 2014,  p. 9 (archiviato dall'url originale il 28 giugno 2017).
- (DE) Andreas Barylli, Der photograph: Verlag für photographische Literatur (PDF), Vienna, 2012,  p. 17 (archiviato dall'url originale il 28 giugno 2017).
- (DE) Andreas Barylli, Der photograph: Verlag für photographische Literatur (PDF), Vienna, 2011,  p. 17 (archiviato dall'url originale il 28 giugno 2017).
- (EN) Black & White Spider Awards Journal, Beverly Hills, 2011,  pp. 66, 145, 161, 323, 325, 327, 329, 331.